# الفتيت
الفَتِيتِ أو الفتات أو المَفْتُوتُ أكلة شعبية منتشرة بين أبناء البادية الأردنية من بدو الوسط والشمال والجنوب وهي شبيهة بالمنسف فيما عدا أنها لا تحتوي على الأرز، ومحتوياتها اللحم المطبوخ باللبن وخبز الشراك فقط.